# Морнаго
Морнаго, Морнаґо (італ. Mornago) — муніципалітет в Італії, у регіоні Ломбардія,  провінція Варезе.
Морнаго розташоване на відстані близько 530 км на північний захід від Рима, 50 км на північний захід від Мілана, 10 км на південний захід від Варезе.
Населення — 5045 осіб (2014).
Покровитель — святий Архангел Михаїл.

## Демографія
Населення за роками:

Станом на 1 січня 2023 року в муніципалітеті офіційно проживали 184 іноземці з 41 країни, серед них 39 громадян країн Євросоюзу та 7 громадян України.

## Сусідні муніципалітети
- Арсаго-Сепріо
- Безнате
- Казале-Літта
- Крозіо-делла-Валле
- Суміраго
- Верджате